# زبان‌غلافان
زبان‌غلافان (نام علمی: ') نام یک راسته از شاخه بندپایان است.